# Abdel Zaher El-Saqua
Abdel Zaher Ahmed Mohamed Hassan El-Saqua (arabisch عبد الظاهر السقا, DMG ʿAbd aẓ-Ẓāhir as-Saqqā; * 30. Januar 1974 im Gouvernement ad-Daqahliyya) ist ein ehemaliger ägyptischer Fußballspieler. Er absolvierte insgesamt 112 Länderspiele für die ägyptische Nationalmannschaft und erzielte dabei vier Tore. Er spielte auf der Position des Verteidigers. Sein Karriereende gab er im Jahr 2012 bekannt.

## Stationen als Spieler
- SC El Mansoura (1995–1999)
- Denizlispor (1999–2002)
- Gençlerbirliği (2002–2005)
- Konyaspor (2005–2007)
- Gençlerbirliği (2007–2009)
- Eskişehirspor (2009–2010)
- ENPPI Club (2010–2012)

## Erfolge als Spieler
- Afrikameister 2006 mit Ägypten
- Afrikameister 2010 mit Ägypten
- Ägyptischer Pokalsieger 2010/11 mit ENPPI Club